# Kanton Gray
Gray is een kanton van het Franse departement Rhône. Het kanton maakt deel uit van het arrondissement Vesoul.

## Gemeenten
Het kanton Gray omvatte tot 2014 de volgende 21 gemeenten:
- Ancier
- Angirey
- Apremont
- Arc-lès-Gray
- Battrans
- Champtonnay
- Champvans
- Cresancey
- Esmoulins
- Germigney
- Gray (hoofdplaats)
- Gray-la-Ville
- Igny
- Noiron
- Onay
- Saint-Broing
- Saint-Loup-Nantouard
- Sauvigney-lès-Gray
- Le Tremblois
- Velesmes-Échevanne
- Velet

Bij de herindeling van de kntons door het decreet van 17 februari 2014 met uitwerking op 22 maart 2015, werden daar volgende gemeenten uit het opgeheven kanton Autrey-lès-Gray aan toegevoegd :
- Essertenne-et-Cecey
- Mantoche
- Nantilly